# 永顺镇 (北京市)
永顺镇是中华人民共和国北京市通州区下辖的一个镇。

## 历史
永顺镇一带原为通县城关镇，1997年10月撤销城关镇，设立永顺地区办事处。2000年7月25日经北京市民政局批准，在永顺地区办事处设立建制镇，新设的永顺镇与永顺地区办事处实行“一套人马、两块牌子”，行政区域范围不变。
2020年5月11日，《北京市通州区人民政府关于变更部分行政区划的通知》发布，提出撤销永顺地区办事处，保留镇建制。

## 行政区划
永顺镇共辖21个社区居委会和21个行政村，分别是：
天赐良园社区、富河园社区、西马庄社区、永顺南里社区、永顺西里社区、竹木场社区、杨富店社区、岳庄社区、永顺村、北马庄村、范庄村、刘庄村、李庄村、焦王庄村、苏坨村、小潞邑村、龙旺庄村、耿庄村、王家场村、邓家窑村和西马庄村。